# Paleokastritsa
Paleokastritsa – miejscowość w Grecji, położona na wyspie Korfu, w administracji zdecentralizowanej Peloponez, Grecja Zachodnia i Wyspy Jońskie, w regionie Wyspy Jońskie, w jednostce regionalnej Korfu, w gminie Korfu. W 2011 roku liczyła 240 mieszkańców. Miejscowość jest ze względu na swoje malownicze położenie chętnie odwiedzana przez turystów. Atrakcją turystyczną są klasztor na wzgórzu i wycieczki łodziami motorowymi po morzu. Urodziła się tutaj Vicky Leandros.